# Węzeł złodziejski

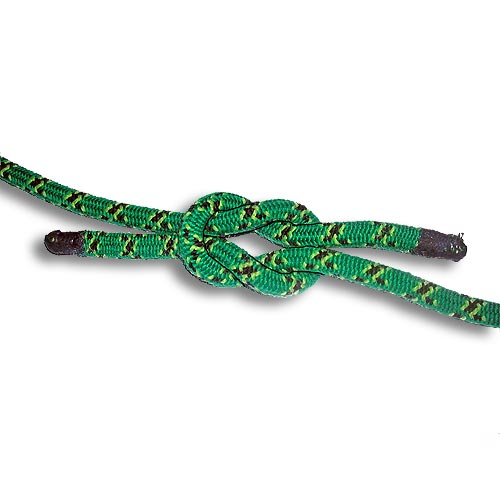
Węzeł złodziejski

Sposób wiązania węzła złodziejskiego.

Węzeł złodziejski – węzeł bardzo podobny do węzła prostego, z tą różnicą, że jego wolne końce znajdują się po przeciwnych stronach.
Żeglarze na dawnych żaglowcach celowo wiązali czasem nieprawidłowo węzeł na swoim worku żeglarskim, zakładając że złodziej odruchowo, po ciemku, zawiąże go prawidłowo i po tym poznają, że ktoś dokonał kradzieży.